# アミノサプリ
アミノサプリは、キリンビバレッジから製造・販売されていた清涼飲料水のブランド。2002年2月15日販売開始。サプリのアミノ版とも言われており、アミノ酸系飲料のリーディングブランドである。

## 商品概要
5種類の必須アミノ酸が含まれていることを売りにしている。体脂肪、疲れ、集中力、美肌、お酒の飲みすぎに効果があるとされる。
2006年に、9種類の必須アミノ酸が含まれているという「アミノサプリ9」も発売。「水とスポドリの中間」を目指し、薄味に仕上げた（これまでのスポーツドリンクは、味が濃いためスポーツ選手は水で薄めて飲んでいたという）。
2007年4月3日には、500ミリリットルあたり200ミリグラムのローヤルゼリーを配合した「ローヤルゼリーのアミノサプリ」を発売した。これにあわせ、KONAMIのゲーム機・クイズマジックアカデミー4で「アミノサプリキャンペーン」を実施。キャンペーン中はアミノサプリに関連した問題が出題されたほか、「アミノサプリ杯」と銘打った全国大会も開催された。
2008年1月29日には、クエン酸とビタミンB6・ナイアシン、2007年から食品として使用可能になったシトルリンが新たに配合され「アミノサプリトリプル」にリニューアル。
2009年3月24日には、アラニン・グリシン・プロリンが配合され、カロリーオフに設計してリニューアルし、発売当初のアミノ酸系飲料に特化。商品名を再び「アミノサプリ」に戻した。
2012年4月9日には、派生製品として、「回復系アミノ酸オルニチン」とビタミンCを配合し、レモンとアセロラ果汁を使用した「アミノサプリC」を発売。本品は555mlの増量ペットボトルで、発売当初はグループ横断ブランド「キリン プラス-アイ」の1製品として発売された。
2014年2月に最後まで製造されていた2Lボトルが製造終了となったことで、既存ラインナップは前述の「アミノサプリC」を残すのみとなった。
2018年3月27日には、派生製品の「アミノサプリC」をリニューアル。パッケージデザインが変更され、ブランドロゴが従来の小文字表記（supli）から、他の「サプリ」のシリーズ品と同じ大文字表記（SUPLI）に改められたことで、「サプリ」シリーズのブランドロゴがすべて同じ表記で統一された。
2023年2月をもって「アミノサプリC」が出荷終了となり、同年4月25日にクエン酸とシトルリンが追加配合され、ファンケルとの協業によって開発されたシリーズである「キリン×ファンケル」へ移行され、「キリン×ファンケル アミノサプリプラス」へ改名してリニューアル発売された。

## CM
2003年から2005年までは、麒麟戦隊アミノンジャーシリーズが展開された。2004年春にCMキャラクターが「サイボ」というキャラクターに変更され、アミノンジャーシリーズは一旦中断されたが、「アミノサプリといえばアミノンジャー」という消費者からの要望がキリンビバレッジに寄せられ、同年夏から復活した。
2006年には、このシリーズのCMに替わって新発売された「アミノサプリ9」のCMが流された。
2007年には古閑美保が出演。「アミノサプリ コガミホ運動中篇」、「ローヤルゼリーのアミノサプリ コガミホ残業中篇」の2篇がオンエアされた。CMソングにNHK教育テレビの子供向け音楽教養番組『クインテット』で使用されている「ただいま考え中」(作曲：宮川彬良)のCM用替え歌ヴァージョンを使用。CMヴァージョンの歌は橋幸夫が担当。